# Die Zeichen der Zeit
Die Zeichen der Zeit war eine monatlich erscheinende evangelische Zeitschrift im Nachkriegsdeutschland und in der DDR. Chefredakteure waren von der Gründung bis 1969 Gerhard Brennecke; anschließend Heinz Blauert, der die Zeitschrift bis 1989 leitete. Beide Chefredakteure waren zeitgleich zu ihrem Amt auch Direktoren der Berliner Missionsgesellschaft.
1998 ging die Zeitschrift an das Lutherische Verlagshaus in Hannover über, das den Titel als Die Zeichen der Zeit – Lutherische Monatshefte fortführte. Im Jahr 2000 ging diese Zeitschrift im Titel Zeitzeichen ein.